# Uzgen-minaret

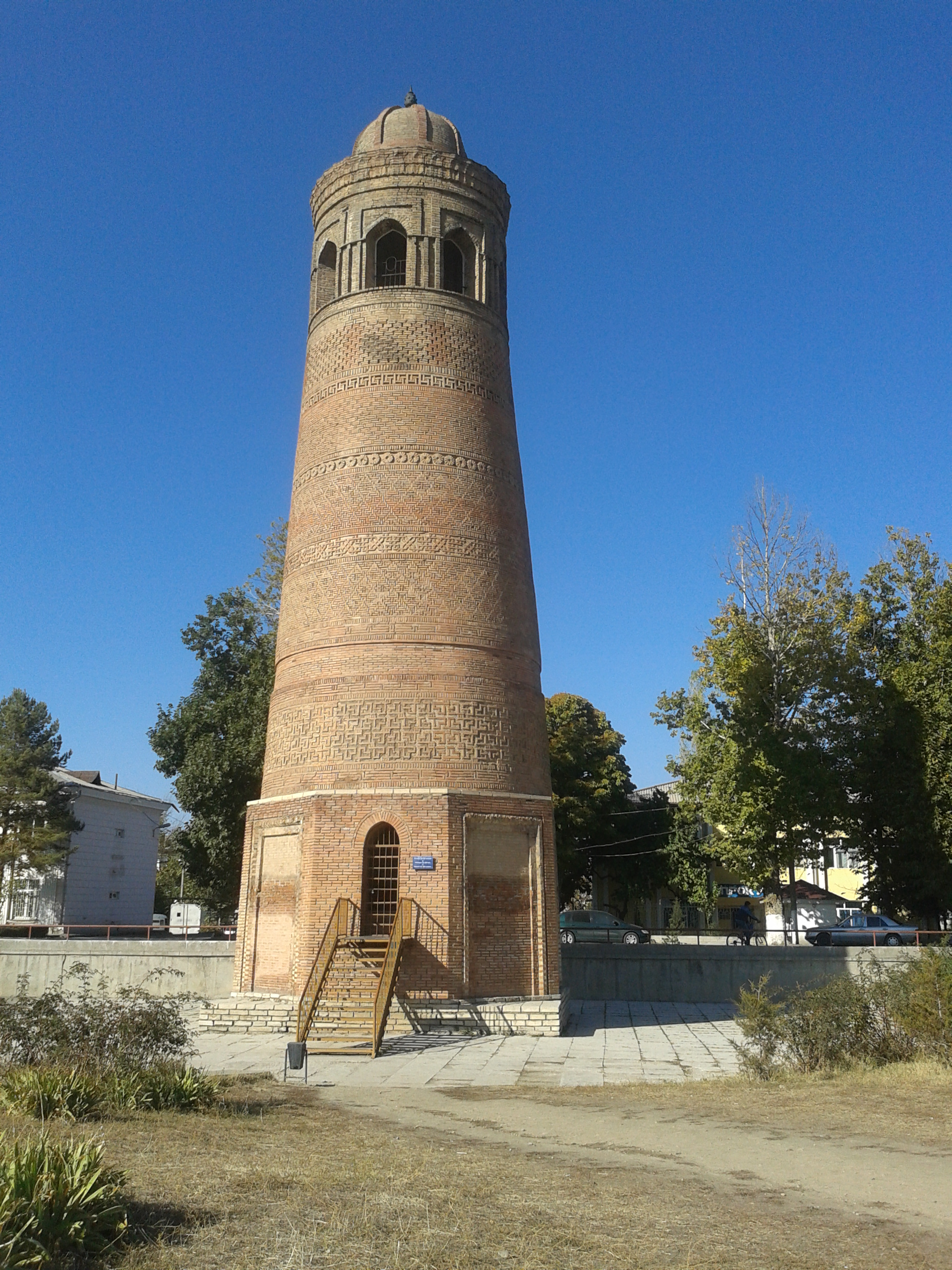
De Uzgen-minaret

De Uzgen-minaret is een 11e-eeuwse minaret in de stad Uzgen in Kirgizië. Het maakt deel uit van de oude ruïnes in Uzgen, samen met drie goed bewaarde mausoleums in de buurt.
Uzgen-minaret is een 27,5 meter hoog, met een basisdiameter van 8,5 meter, teruglopend tot 6,2 meter aan de bovenkant.
De architectuur van de Uzgen-minaret is gebouwd met bakstenen en bestaat uit drie onderscheidende delen. Het heeft een 5 meter hoog octaëdervormig onderste deel en een taps toelopend cilindrisch middendeel, vergelijkbaar met de Burana-toren in het noorden van Kirgizië. Het bovenste gedeelte met boogramen en een koepel is een relatief recente toevoeging, gebouwd in 1923 tot 1924.